# UB-25号潜艇
陛下之UB-25号艇是德意志帝国海军于第一次世界大战期间建造的其中一艘UB-II型近岸潜艇或称U艇。它由不来梅的威悉船厂承建，于1915年11月22日下水，至同年12月11日交付使用。其艇载武器包括两具500毫米的艇艏鱼雷发射管以及一门50毫米口径甲板炮。1917年3月17日，该艇在基尔港与V26号鱼雷艇相撞后沉没，至1917年3月22日被打捞上岸，作为一艘训练艇服役。战后，根据停战协议的要求，UB-25号于1918年11月26日被引渡至哈维奇正式向协约国投降。1919年3月3日，英国海军部将该艇作价750英镑（不含发动机）售予乔治·科恩，并在景宁镇拆解报废。

## 设计
第一次世界大战爆发后，随着U艇战形势的发展，UB-I型潜艇排水量过小、适航性不佳、推进系统可靠性低等问题愈发凸显。其水面航速甚至追不上商船，以5節（9.3每小時）航速潜航1小时后，蓄电池电能便会耗尽。它们甚至无力应对多佛尔海峡8至10節（15至19每小時）的海流。为此，潜艇监察局于1915年4月研发了UB-I型潜艇的放大版——UB-II型，并由德国国家海军办公室委托两家造船厂建造。其中UB-25号是由不来梅威悉船厂承建的第二艘，于1915年11月22日下水。
UB-25号的水面及水下排水量分别为265吨和291吨，全长36.13米，艇体采用单壳体加鞍形水柜构造。由于突破了铁路限界，舷宽也得以增至4.36米。该艇采用双桨驱动，具有更大的蓄电池容量和更高功率的发动机。其主机为两台奔驰六缸四冲程267匹公制馬力（196千瓦特）柴油机用于水面运行，以及两台280匹公制馬力（210千瓦特）的西门子-舒克特电动发电机用于水下航行；水面最高航速8.90節（16.48每小時），水下5.72節（10.59每小時）；能够在水面以5节航速续航7,200海里（13,300），或以4節（7.4每小時）连续在水下航行45海里（83）而无需充电。蓄电池被放置在中央潜柜的前方，以配平更重的发动机安装。其最大潜水深度为50米，潜没需时为30－45秒。
UB-25号的主武器为两具500毫米艇艏鱼雷发射管，采用层叠式布局，以实现可以创造最佳表面效率的舷弧设计；鱼雷携带量增至4枚，鱼雷威力亦显著提高。辅助武器是一门50毫米甲板炮。司令塔增加了一具潜望镜，并配备了1根两段式可伸缩通信桅杆，前水平舵外形也做了调整。其标准船员编制为2名军官加21名水兵。

## 服役历史
1915年12月11日，UB-25号在前UB-12号艇长、海军中尉汉斯·尼兰的指挥下正式入役，随即展开海试。但尼兰指挥该艇仅两周后，便调任至U-67号。没有资料表明何人接替他担任UB-25号艇长，因此无法确定该艇是否仍在继续服役。
1917年3月17日，UB-25号在基尔港与V26号鱼雷艇相撞后沉没，造成艇内16名官兵罹难。它于1917年3月22日被救助拖船火神号打捞上岸，并作为一艘训练艇继续服役。战后，根据停战协议的要求，UB-25号于1918年11月26日被引渡至哈维奇正式向协约国投降。1919年3月3日，英国海军部将该艇作价750英镑（不含发动机）售予乔治·科恩，并在景宁镇拆解报废。

## 脚注
1. 1 2 3 4  Rössler，第54頁.
2. 1 2 3 4  Helgason, Guðmundur. . German and Austrian U-boats of World War I - Kaiserliche Marine - Uboat.net.   [2022-03-23].
3. 1 2 3  Gröner 1991，第23-25頁.
4. 1 2 3  Helgason, Guðmundur. . German and Austrian U-boats of World War I - Kaiserliche Marine - Uboat.net.   [8 March 2015].
5. 1 2 3  陈进，第47頁.
6. ↑  Rössler，第50頁.
7. ↑  Gröner & Jung & Maass，第50頁.
8. ↑  Dodson & Cant，第128頁.